# Spring Grove (Pennsilvània)
Spring Grove és una població dels Estats Units a l'estat de Pennsilvània. Segons el cens del 2000 tenia 2.050 habitants.

## Demografia
Segons el cens del 2000, Spring Grove tenia 2.050 habitants, 817 habitatges, i 570 famílies. La densitat de població era de 1.041,5 habitants/km².
Dels 817 habitatges en un 36,6% hi vivien nens de menys de 18 anys, en un 51,5% hi vivien parelles casades, en un 13,5% dones solteres, i en un 30,2% no eren unitats familiars. En el 25,6% dels habitatges hi vivien persones soles l'11% de les quals corresponia a persones de 65 anys o més que vivien soles. El nombre mitjà de persones vivint en cada habitatge era de 2,51 i el nombre mitjà de persones que vivien en cada família era de 3,01.
Per edats la població es repartia de la següent manera: un 27,3% tenia menys de 18 anys, un 9,6% entre 18 i 24, un 30,7% entre 25 i 44, un 20,4% de 45 a 60 i un 12% 65 anys o més.
L'edat mediana era de 34 anys. Per cada 100 dones de 18 o més anys hi havia 91,3 homes.
La renda mediana per habitatge era de 42.609$ i la renda mediana per família de 52.228$. Els homes tenien una renda mediana de 36.842$ mentre que les dones 25.714$. La renda per capita de la població era de 20.124$. Entorn del 2,9% de les famílies i el 5,8% de la població estaven per davall del llindar de pobresa.

## Poblacions properes
El següent diagrama mostra les poblacions més properes.